# كويرينوس
كويرينوس في الميثولوجيا الرومانية إله قديم للدولة الرومانية. كان في عهد أغسطس قيصر اسما للإله جانوس. وهو أحد آلهة ثالوث كابيتولين.